# José Pedro Lamek
José Pedro Lamek (en francés Joseph Pierre Lamek) (1908-1972), fue un pedagogo y profesor de francés franco-libanés nacionalizado uruguayo. Alumno de Jean Piaget y colega de Roger Cousinet, contribuyó con la difusión de las nuevas teorías educativas en América del Sur, esencialmente en Uruguay. Como diputado ante el parlamento uruguayo, Lamek propuso la creación de una universidad del norte, en el marco de un proyecto de desarrollo social que buscaba descentralizar el monopolio universitario de la capital (Montevideo).
Fundador de la Alianza Francesa de Tacuarembó (departamento del Uruguay) Lamek fue un promotor incansable de la lengua francesa recibiendo por sus servicios a la francofonía la medalla de honor de la Alianza francesa. En París, sus trabajos sobre la educación le valen la condecoración de las Palmas académicas, en grado de oficial.

## Biografía

### Infancia y juventud en el Líbano
José Pedro Lamek nace en Jounié en 1908, una pequeña ciudad al norte de Beirut, bajo la dominación otomana. Esta provincia no tarda en transformarse en mandato francés, en 1920. La nueva administración empatiza con las familias cristianas, dentro de las cuales se encuentran los Lamek (Lamak) tomándolas bajo su protección. La lengua francesa se transforma, junto con el árabe, en su lengua materna. En esta época, la educación es impartida por órdenes religiosas cristianas, como los maronitas. Lamek recibe su educación primaria, secundaria y preuniversitaria por parte de los hermanos maristas (frères maristes), instalados en la región. Es en esta etapa que nace su devoción hacia la lengua francesa, que marcará su carrera.

### Primera estadía en Uruguay
Lamek, joven, emigra al Uruguay, con un pasaporte franco-libanés. Su tío y su cuñado ya se habían instalado allí hacía poco, más precisamente en la ciudad de Florida. En esta ciudad conoce a la que será su esposa, la pedagoga uruguaya Josefa Abdo (con la que más tarde traducirá al español la obra de Roger Cousinet: La formación del educador). El matrimonio se instala en la ciudad uruguaya de Tacuarembó, donde se dedican a la enseñanza: Lamek impartiendo el francés lengua extranjera en liceos y colegios y la Sra. Lamek como maestra de escuela y luego inspectora regional (enseñanza primaria).

#### Fundación de la Alianza Francesa de Tacuarembó
Luego de algunos años de preparación y de ejercicio de la docencia del francés, Lamek comienza los trámites oficiales para la fundación de la filial tacuaremboense de la Alianza Francesa, que se concreta en 1945. Este centro de estudios se transforma en un importante foco promotor de actividades culturales de diversa índole: acogida de grupos de teatro franceses, becas de estudio para alumnos destacados sin recursos, difusión del FLE (francés como lengua extranjera) en general.

### Trabajo Pedagógico para la beca Gallinal
En 1947 realiza una propuesta pedagógica destinada a la obtención de la beca Gallinal (beca oficial para profesores de enseñanza media en Uruguay). En la misma realiza un análisis detallado del proceso educativo escolar, de la orientación pedagógica y de aspectos específicos de la educación secundaria.

### Beca del gobierno francés

#### Estudios en la Sorbona
En 1951 el Sr. y la Sra. Lamek obtienen una beca de investigación del gobierno francés, siendo al mismo tiempo una misión oficial del gobierno uruguayo. El título de la investigación era "El desarrollo de los años de enlace entre las enseñanzas primaria y secundaria según el plan Langevin y su aplicación en la enseñanza uruguaya".
La pareja se instala en París y asiste a cursos en la Sorbona. Allí se dedican al estudio de las diferentes corrientes pedagógicas del momento, entablando una sólida amistad con el educador Roger Cousinet. En la misma época conocen también al pedagogo suizo Jean Piaget cuyas tesis educativas novedosas (para el momento) influencian mucho en ellos.

#### Investigación Pedagógica
Su investigación pedagógica se desarrolló en una gran cantidad de centros educativos, en diferentes por países: Argentina, Brasil, África Occidental, España, Italia, Francia, Suiza, Bélgica, Grecia, Egipto y Líbano.
En Francia las instituciones estudiadas fueron el Centro Internacional de Estudios Pedagógicos de Sèvres, Facultad de Letras de la Sorbona (París), Escuela Superior de Preparación y de Perfeccionamiento de profesores de francés para el extranjero(París), Inspección General de Enseñanza Primaria del Sena, Instituto de Orientación Profesional (París), Museo Pedagógico (París), Liceo de Sèvres, Liceo Saint-Louis, Liceo Louis-le-Grand, Liceo Henri IV, Liceo Victor Hugo, Liceo Voltaire, Liceo Condorcet, Liceo Montaigne, Liceo Claude Bernard, Liceo Chaptal.
Parte de su investigación se centró en las grandes escuelas nuevas ("écoles nouvelles") de Francia, escuela La Source, Escuela Décroly, Escuela Modelo en Plein-Air (Suresnes).
También investigaron Escuelas Normales Superiores, como la de Saint-Cloud, de la Rue d'Ulm y de Auteuil y en la UNESCO.
Además realizaron un estudio minucioso del llamado Plan Langevin-Wallon que fue el plan global de reforma del sistema educativo francés, luego de la liberación en 1945. Para ello entrevistaron al profesor Henri Piéron.

#### Colaboración en la Alianza Francesa de París
Como director de una filial de Alianza Francesa, Lamek conoce a muchas personalidades del quehacer educativo de esta institución. Entre ellas se encuentran el escritor Marc Blancpain y el profesor Gaston Mauger. Este último, en el prólogo de la primera edición de su libro Curso de lengua y civilización francesas (Tomo IV, Hachette, 1953) agradece a Lamek por haberse tomado el trabajo de leer el manuscrito antes de la publicación y por sus sugerencias.

##### Condecoraciones francesas
La beca de estudios finaliza y los trabajos de la pareja Lamek se destacan en muchos ámbitos. J. P. Lamek recibe, por un lado la medalla de honor de la Alianza Francesa de París y por otro, la condecoración de las Palmas académicas (en grado de oficial) entregadas por el Ministerio de Instrucción Pública (actual Ministerio de la Educación francés)

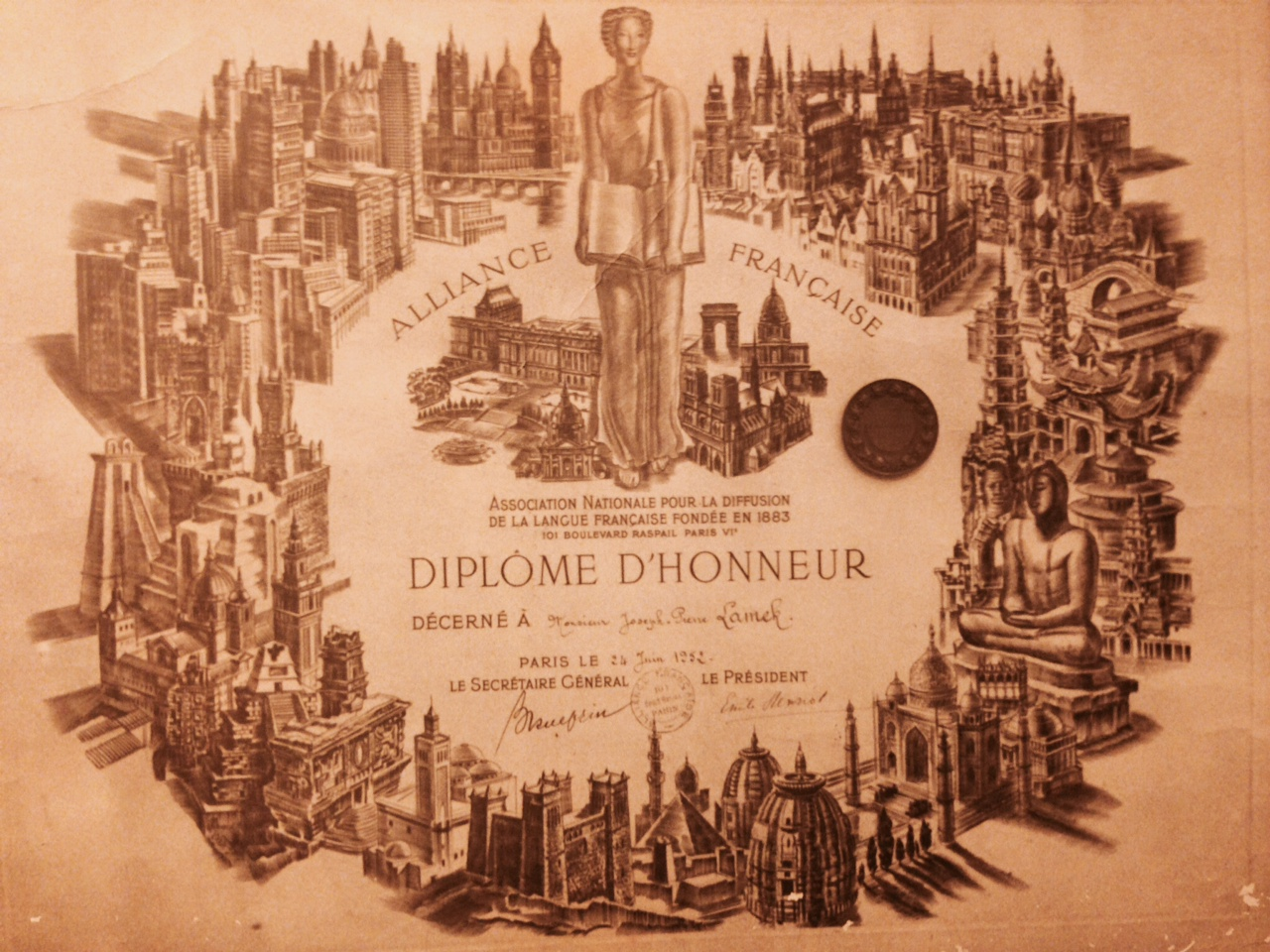
Diploma correspondiente a la medalla de honor de la Alianza Francesa otorgada a Lamek en 1952. Gentileza de la familia Lamek.

#### Estadía en el Líbano

##### Condecoraciones libanesas
Antes de regresar a Uruguay, la pareja realiza una breve estadía en el Líbano, donde los logros académicos de J.P. Lamek ya han sido de público conocimiento. Al llegar a dicho país, en 1954, recibe la medalla del Orden de la Instrucción Pública (primera clase- cinta roja) y la Orden Nacional del Cedro, ambas concedidas por el presidente de la recientemente creada República libanesa.

#### Regreso definitivo a Uruguay
La pareja de pedagogos regresa al Uruguay, instalándose nuevamente en Tacuarembó. Su experiencia en Francia les sirve para la actividad de educadores que retoman inmediatamente. Entre otras cosas, se dedican a la difusión de las nuevas teorías piagetianas, focalizándose en la formación de formadores (educadores).

##### Traducción deLa Formación del Educador
Es en este momento que traducen al español la obra (de reciente publicación) del pedagogo francés Roger Cousinet: La formación del educador, publicada por la editorial argentina Losada, en 1961.

##### Francofonía y enseñanza del FLE (francés como lengua extranjera)
De vuelta en Uruguay, Lamek retoma la dirección de la Alianza Francesa de Tacuarembó así como también la enseñanza del FLE en los colegios y liceos de la ciudad. En esta época su filial de Alianza Francesa está en estrecho vínculo con las autoridades del Liceo Francés de Montevideo (actual Lycée Français Jules Supervielle) llevando a cabo actividades comunes. Estrechanco las relaciones entre Uruguay y Francia, Lamek hace venir a Tacuarembó a la mayoría de los embajadores franceses de la época, en visitas oficiales, con propósitos de desarrollo regional y social.
Su experiencia en la enseñanza del FLE lo transforma en una referencia internacional en la materia, citado en numerosos artículos y publicaciones, como lo demuestra esta cita de la académica española Otilia López Fanego, del Instituto Cervantes de Madrid.

#### Actividad política y pública
Es durante sus últimos años que Lamek desarrolla una veta política. Se une al partido nacional uruguayo y es elegido como edil por este partido para integrar la Junta Departamental de Tacuarembó, entre 1959 y 1961. Finalmente llega a presidir dicha junta, en los años 1961 y 1971, mostrando un firme compromiso con la ciudad de Tacuarembó.
En 1959 Participa activamente en la creación del Departamento Municipal de Cultura de Tacuarembó, integrando la comisión designada para organizarlo.

##### Primer Congreso Nacional de Ediles
Dentro de su mandato de edil, Lamek propone la realización de un congreso nacional de ediles, cuya primera edición se lleva a cabo en la ciudad de Tacuarembó.

##### Escudo de Tacuarembó
Es durante su mandato de edil que Lamek, como presidente de una Comisión creada al respecto (tras haberse decretado desierto el concurso para la creación de un escudo para Tacuarembó) propone a la Junta Departamental la creación de un escudo oficial para el departamento. Se encomiendan los detalles artísticos del mismo a los profesores de Artes Plásticas del Departamento Municipal de Cultura. El proyecto es finalmente aprobado y concretado en 1960.

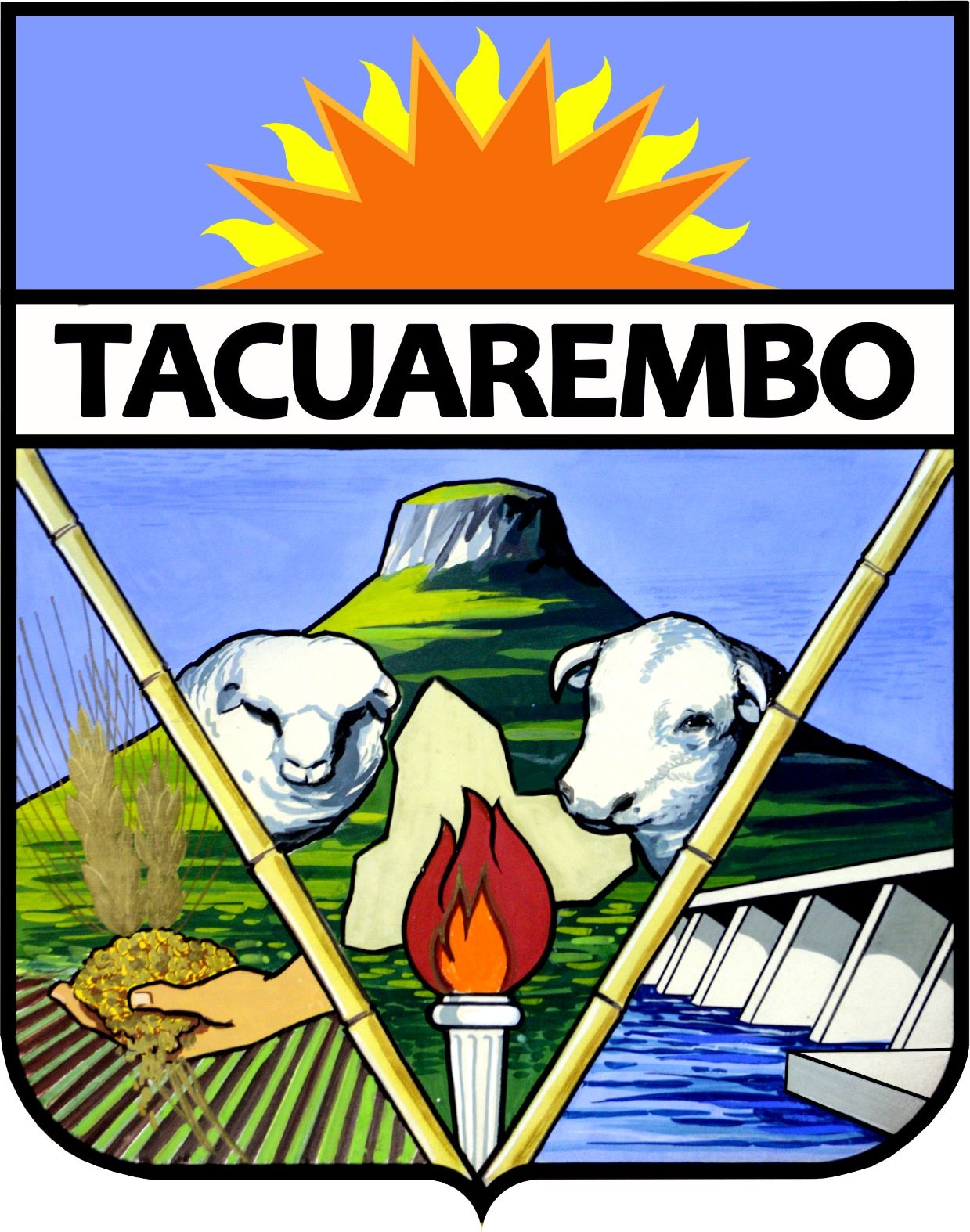
El escudo del departamento de Tacuarembó, propuesto por José Pedro Lamek a la Junta Departamental y aprobado el 29 de diciembre de 1960.

##### Proyecto de ley: Universidad del Norte
Nacionalizado uruguayo, Lamek es elegido a la diputación (suplente) en el parlamento uruguayo. En el breve período que logra desempeñarse como diputado, se destaca por su propuesta sobre la creación de una universidad al norte del río negro (norte del Uruguay), con el objetivo de descentralizar la educación terciaria, concentrada en Montevideo.
Su proyecto sobre la Universidad del Norte se presenta ante los parlamentarios en 1963. En el texto se precisa que dicha universidad debe tener su sede en la ciudad de Tacuarembó, estratégicamente situada en el corazón del país. Sin embargo la votación no sanciona el proyecto y la ley se olvida hasta que, a partir del 2000, investigadores y políticos la hacen resurgir.
Numerosas personalidades y medios locales comienzan a reivindicar este proyecto de ley, alentados por iniciativas de descentralización universitaria promovidas por otras ciudades del interior.
En 2013, la investigadora y doctora en ciencias sociales uruguaya María Eugenia Jung hace referencia a dicho proyecto de ley en una publicación del CESOR, en un artículo sobre la Descentralización Universitaria en Uruguay.
Por su parte, en 2014, la investigadora alemana Amalia Stuhldreher realiza un pequeño resumen del proyecto, presentándolo como parte de sus investigaciones, en un libro intitulado Presencia Universitaria en el Interior patrocinado por la Universidad de la República (UdelaR). En su libro Stuhldreher destaca la participación pionera de Lamek, entre otras personalidades, en las iniciativas descentralizadoras universitarias.

## Honores y distinciones
- Medalla de Honor de la Alianza Francesa (Francia)
- Oficial de la Orden de las Palmas académicas (Francia)
- Medalla de la Orden de la Instrucción Pública (Líbano) (primera clase - cinta roja)
- Oficial de la Orden Nacional del Cedro (Líbano)
- Homenaje por parte de la Embajada del Líbano en Uruguay (junio de 2015)[11]